# Aloe hanburiana
Aloe hanburiana é uma espécie de liliopsida do gênero Aloe, pertencente à família Asphodelaceae.